# Шебаршин, Георгий Владимирович
Гео́ргий Влади́мирович Шеба́ршин (8 февраля 1972, Москва) — советский и российский футболист и тренер, играл на позиции защитника.

## Биография

### Клубная карьера
Георгий Шебаршин начинал футбольную карьеру в команде «Звезда» (Москва). Выступал в составе клубов «Мосэнерго», «Уралмаш», «Динабург», «Альянс» (Москва), «Витязь» (Подольск), «Динамо-МГО-Мострансгаз», МТЗ-РИПО, «Нефтехимик» (Нижнекамск), «Фортуна» (Мытищи). Закончил карьеру игрока в ФК «Спортакадемклуб» в 2008 году.

### Тренерская карьера
Был одним из тренеров СДЮСШОР «Химки» в 2013 году и «Химки-М» в 2015—2016 годах. С 2016 года являлся главным тренером женского футбольного клуба «Россиянка» вплоть до его расформирования по финансовым причинам в 2017 году. После расформирования клуба работал в Училище олимпийского резерва № 2 в Звенигороде. В 2020—2021 годах — тренер женского клуба высшей лиги «Рязань-ВДВ». В 2021—2022 годах — главный тренер молодёжной команды ЖФК ЦСКА. С 2023 года главный тренер женского футбольного клуба высшей лиги Казахстана «Томирис-Туран». Серебряный призёр Кубка Казахстана.